# 강맑실
강맑실은 대한민국의 출판인이다. 사계절출판사 대표이다. 제10대 한국출판인회의 회장이다.